# Проктор, Мэри
Мэри Проктор (англ. Mary Proctor, 1862 — 11 сентября 1957) — американская астроном и писательница-популяризатор астрономии.

## Биография
Мэри Проктор родилась в 1862 г. в Ирландии в Дублине. Её родителями были Ричард Проктор и его первая жена Мэри Миллс.
Ричард Проктор был образованным человеком, окончил Колледж Святого Иоанна (Кембридж), был астрономом, лектором, писателем и популяризатором астрономии. Он привил дочери интерес к науке и литературе. Подрастая, Мэри помогала отцу в его работе — вела его библиотеку и проверяла и корректировала источники к его книгам, прежде чем они пойдут в печать.
В 1879 г. мать Мэри умерла. Её отец, с двухлетними лекциями посетив США, женился повторно в 1881 г. В следующем 1882 г. Ричард Проктор переехал в США и поселился в Сент-Джозеф (Миссури). Мэри Проктор помогала отцу выпускать основанный им в 1881 г. журнал Knowledge. Среди её ранних публикаций была серия статей по сравнительной мифологии. Она также начала работать лектором по астрономии, начиная с очень успешного выступления на Всемирной выставке в Чикаго в 1893 г.. В 1898 г. она опубликовала книгу Stories of Starland, которая была хорошо принята Нью-Йоркской комиссией по образованию (New York City Board of Education). Мэри посещала занятия в Колумбийском университете и преподавала астрономию в частных школах. В 1898 г. она закончила College of Preceptors.
Написанные Мэри Проктор книги были ориентированы на молодёжную и детскую аудиторию: Wonders of the Sky («Чудеса в небе»), Everyman’s Astronomy («Астрономия для каждого»), The Romance of Comets («Романтика комет»), Legends of the Stars («Легенды звёзд»), Half-Hours with the Summer Stars («Полчаса с летними звёздами»). Её книги, аккуратные, информативные и хорошо иллюстрированные, было легко читать. Её хорошо принимали профессиональные астрономы, и она была избрана членом Американской ассоциации содействия развитию науки (1898 г.), Королевского астрономического общества (1916 г.).
Мэри Проктор умерла в 1957 г. Замужем она не была.
В честь Мэри Проктор был назван лунный кратер.